# Spectroscopie atomique
La spectroscopie atomique est une méthode de spectroscopie dont le but est d'analyser quantitativement ou qualitativement environ 70 éléments (métaux, métalloïdes et non-métaux). Il existe plusieurs grandes familles de spectroscopie atomique : la spectroscopie de masse atomique, la spectroscopie optique atomique et la spectroscopie des rayons X.

## Atomisation
L'atomisation est la dissociation d’une espèce chimique en atomes libres. La spectroscopie de masse atomique et la spectroscopie optique atomique ont besoin d’une étape d’atomisation de l’échantillon pour permettre son analyse. L'atomisation peut avoir lieu par différentes méthodes dont les plus connues sont présentées dans le tableau suivant.
| Nom en français                    | Nom en anglais             | Sigle | Température d'atomisation |
| ---------------------------------- | -------------------------- | ----- | ------------------------- |
| Flamme                             | Flame                      |       | 1700 - 3150 °C            |
| Électrothermie                     | Electrothermy              |       | 1200 - 3000 °C            |
| Arc électrique                     | Electric arc               |       | 4000 - 5000 °C            |
| Étincelle électrique               | Electric spark             |       | 40000 °C ?                |
| Plasma à décharge luminescente     | Glow Discharge             | GD    | Non thermique             |
| Plasma d'argon à courant continue  | Direct current plasma      | DCP   | 6000 - 8000 °C            |
| Plasma à micro-ondes induits (en)  | Microwave induced plasma   | MIP   | 2000 - 3000 °C            |
| Plasma d'argon à couplage inductif | Inductively coupled plasma | ICP   | 6000 - 10000 °C           |

La spectroscopie des rayons X n'a pas besoin de cette étape d’atomisation.

## Spectrométrie de masse atomique
La spectrométrie de masse atomique est un type de spectroscopie atomique. Les principales spectrométries de masse atomiques sont présentées dans le tableau suivant selon leur méthode d'ionisation.
| Sigle  | Nom en français                                     | Nom en anglais                               | Méthode d'ionisation                     | Source d'ions atomiques                    | Analyseur de masse  |
| ------ | --------------------------------------------------- | -------------------------------------------- | ---------------------------------------- | ------------------------------------------ | ------------------- |
| ICP-MS | Spectrométrie de masse à plasma à couplage inductif | Inductively coupled plasma mass spectrometry | Plasma d'argon à couplage inductif       | Plasma d'argon à haute température         | Quadripôle          |
| DCP-MS | Spectrométrie de masse à plasma à courant continu   | Direct current plasma mass spectrometry      | Plasma d'argon à courant continue        | Plasma d'argon à haute température         | Quadripôle          |
| MIP-MS | Spectrométrie de masse à plasma à micro-ondes       | Microwave induced plasma mass spectrometry   | Plasma à micro-ondes induits             | Plasma d'argon à haute température         | Quadripôle          |
| SS-MS  | Spectrométrie de masse à source à étincelle         | Spark source ionization mass spectrometry    | Ionisation par étincelle électrique (en) | Étincelle électrique à radiofréquence      | Double focalisation |
| TI-MS  | Spectrométrie de masse à ionisation thermique (en)  | Thermal ionization mass spectrometry         | Ionisation thermique (en) - TI           | Filament métallique chauffé électriquement | Double focalisation |
| GD-MS  | Spectrométrie de masse par décharge luminescente    | Glow discharge mass spectrometry             | Décharge luminescente                    | Plasma à décharge luminescente             | Double focalisation |
| SI-MS  | Spectrométrie de masse des ions secondaires         | Secondary ion mass spectrometry              | Ion secondaire - SI                      | Bombardement par ions accélérés            | Double focalisation |
| LM-MS  | Spectrométrie de masse par microsonde laser         | Laser microprobe mass spectrometer           | Microsonde laser - LM                    | Rayon laser focalisé                       | Temps de vol - TOF  |

## Spectroscopie électromagnétique atomique

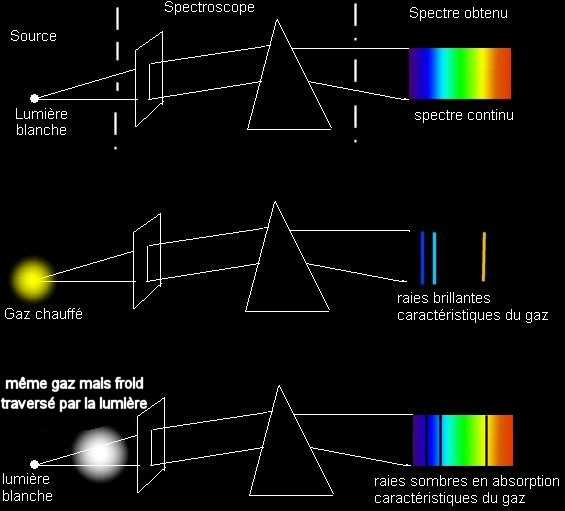
Deuxième schéma : spectroscopie d'émission atomique. Troisième schéma : spectroscopie d'absorption atomique.

La spectroscopie électromagnétique atomique englobe la spectroscopie optique atomique et la spectroscopie des rayons X.
Les rayonnements électromagnétiques exploités vont du visible jusqu'aux rayons X :
| Onde électromagnétique | Constituants excités de l’atome          | Spectroscopie              |
| ---------------------- | ---------------------------------------- | -------------------------- |
| Ultraviolet et Visible | Les électrons de valence (externes)      | Spectroscopie optique      |
| Rayons X               | Les électrons de cœur (proches du noyau) | Spectroscopie des rayons X |

Les principaux phénomènes utilisés sont l'émission, l'absorption et la fluorescence.

### Spectroscopie d'absorption
L'absorption de radiations par un échantillon a lieu quand il est excité par une source d'ondes électromagnétiques, on parle de spectroscopie d'absorption atomique.
| Nom en français                               | Nom en anglais                       | Méthode d'excitation                         | Méthode d'atomisation              | Exemples | Détection                                                 |
| --------------------------------------------- | ------------------------------------ | -------------------------------------------- | ---------------------------------- | --- | --------------------------------------------------------- |
| Spectroscopie d’absorption atomique (SAA)     | Atomic absorption spectroscopy (AAS) | Rayons électromagnétiques surtout UV-Visible | Flamme                             | Flame AAS (F-AAS) | Rayons électromagnétiques surtout UV-Visible non absorbés |
| Spectroscopie d’absorption atomique (SAA)     | Atomic absorption spectroscopy (AAS) | Rayons électromagnétiques surtout UV-Visible | Électrothermie                     | Electrothermal AAS (ET-AAS) ou spectroscopie d'absorption atomique par four graphite (GF-AAS) ou SAA-ET ou SAAE                       | Rayons électromagnétiques surtout UV-Visible non absorbés |
| Spectroscopie d’absorption atomique (SAA)     | Atomic absorption spectroscopy (AAS) | Rayons électromagnétiques surtout UV-Visible | Techniques de génération de vapeur | Spectrométrie d’absorption atomique à vapeur froide (CV-AAS) et spectrométrie d'absorption atomique par génération d'hydrure (HG-AAS) | Rayons électromagnétiques surtout UV-Visible non absorbés |
| Spectroscopie d'absorption des rayons X (SAX) | X-ray absorption spectroscopy (XAS)  | Rayons X                                     | Pas d'atomisation                  | XANES, EXAFS | Rayons X non absorbés                                     |

### Spectroscopie d'émission
L'émission de radiations par un échantillon a lieu quand il est excité thermiquement, électriquement ou par une source d'ondes électromagnétiques, on parle de spectroscopie d'émission atomique.
| Nom en français                                                          | Nom en anglais                         | Méthodes d'excitation et d'atomisation                                    | Exemples | Détection                                         |
| ------------------------------------------------------------------------ | -------------------------------------- | ------------------------------------------------------------------------- | --- | ------------------------------------------------- |
| Spectroscopie d’émission atomique (SEA)                                  | Atomic emission spectroscopy (AES)     | Arc électrique                                                            | Spectroscopie arc (arc atomic emission spectroscopy, en anglais)                                                                                         | Rayons électromagnétiques surtout UV-Visible émis |
| Spectroscopie d’émission atomique (SEA)                                  | Atomic emission spectroscopy (AES)     | Décharge électrique                                                       | Spark atomic emission spectroscopy, en anglais | Rayons électromagnétiques surtout UV-Visible émis |
| Spectroscopie d’émission atomique (SEA)                                  | Atomic emission spectroscopy (AES)     | Flamme                                                                    | Spectroscopie d'émission de flamme (SEF), encore appelée photométrie de flamme (flame emission spectroscopy, en anglais)                                 | Rayons électromagnétiques surtout UV-Visible émis |
| Spectroscopie d’émission atomique (SEA)                                  | Atomic emission spectroscopy (AES)     | DCP                                                                       | Spectroscopie d’émission atomique à plasma à courant continu                                                                                             | Rayons électromagnétiques surtout UV-Visible émis |
| Spectroscopie d’émission atomique (SEA)                                  | Atomic emission spectroscopy (AES)     | MIP                                                                       | Spectroscopie d’émission atomique à plasma à micro-ondes induits                                                                                         | Rayons électromagnétiques surtout UV-Visible émis |
| Spectroscopie d’émission atomique (SEA)                                  | Atomic emission spectroscopy (AES)     | ICP                                                                       | Spectrométrie d'émission atomique à plasma à couplage inductif (SEA/ICP) (inductively coupled plasma atomic emission spectroscopy (ICP-AES), en anglais) | Rayons électromagnétiques surtout UV-Visible émis |
| Spectroscopie d'émission de rayons X (de)                                | X-ray emission spectroscopy (XES)      | Excitation par radiations d'électrons, pas d'atomisation                  | | Rayons X émis                                     |
| Spectroscopie d'émission de rayons X induite par des particules chargées | Particle induced X-ray emission (PIXE) | Excitation par radiations de particules chargés (ions), pas d'atomisation | | Rayons X émis                                     |

### Spectroscopie de fluorescence
La fluorescence (absorption puis émission de radiation) d'un échantillon a lieu quand il est excité par une source d'ondes électromagnétiques, on parle de spectroscopie de fluorescence atomique.
| Nom en français                                  | Nom en anglais                         | Méthode d'excitation                    | Méthode d'atomisation              | Exemples                                                       | Détection                       |
| ------------------------------------------------ | -------------------------------------- | --------------------------------------- | ---------------------------------- | -------------------------------------------------------------- | ------------------------------- |
| Spectroscopie de fluorescence atomique (SFA)     | Atomic fluorescence spectroscopy (AFS) | Radiations provenant d'une lampe pulsée | Flamme                             |                                                                | Fluorescence surtout UV-Visible |
| Spectroscopie de fluorescence atomique (SFA)     | Atomic fluorescence spectroscopy (AFS) | Radiations provenant d'une lampe pulsée | Électrothermie                     | SFAE                                                           | Fluorescence surtout UV-Visible |
| Spectroscopie de fluorescence atomique (SFA)     | Atomic fluorescence spectroscopy (AFS) | Radiations provenant d'une lampe pulsée | ICP                                | Spectroscopie de fluorescence à plasma à couplage inductif     | Fluorescence surtout UV-Visible |
| Spectroscopie de fluorescence atomique (SFA)     | Atomic fluorescence spectroscopy (AFS) | Radiations provenant d'une lampe pulsée | Techniques de génération de vapeur | Spectroscopie de fluorescence atomique à vapeur froide (CVAFS) | Fluorescence surtout UV-Visible |
| Spectroscopie de fluorescence des rayons X (SFX) | X-ray fluorescence spectroscopy (XRF)  | Rayon X                                 | Pas d'atomisation                  |                                                                | Fluorescence de rayons X        |

## Propriétés
Le principal avantage de la spectroscopie atomique est sa grande sensibilité. Sa principale limitation est qu'elle est destructive car l'échantillon doit être atomisé pour qu'il puisse être analysé.

## Revues scientifiques
- Journal of Analytical Atomic Spectrometry
- Spectrochimica Acta Part B: Atomic Spectroscopy